# Wikipédia en cebuano
Wikipédia en cebuano (en cebuano : Wikipedya sa Sinugboano) est l’édition de Wikipédia en cebuano, langue philippine (de la famille des langues malayo-polynésiennes occidentales) parlée aux Philippines. L'édition est lancée en octobre 2003. Son code est : ceb.
Au 24 mars 2025, l'édition en cebuano contient 6 116 772 articles et compte 125 630 contributeurs, dont 158 contributeurs actifs et 6 administrateurs.

## Présentation
La forte croissance de l'édition est principalement due à un bot nommé Lsjbot, géré par un wikipédien suédois, qui crée des ébauches d'articles,.

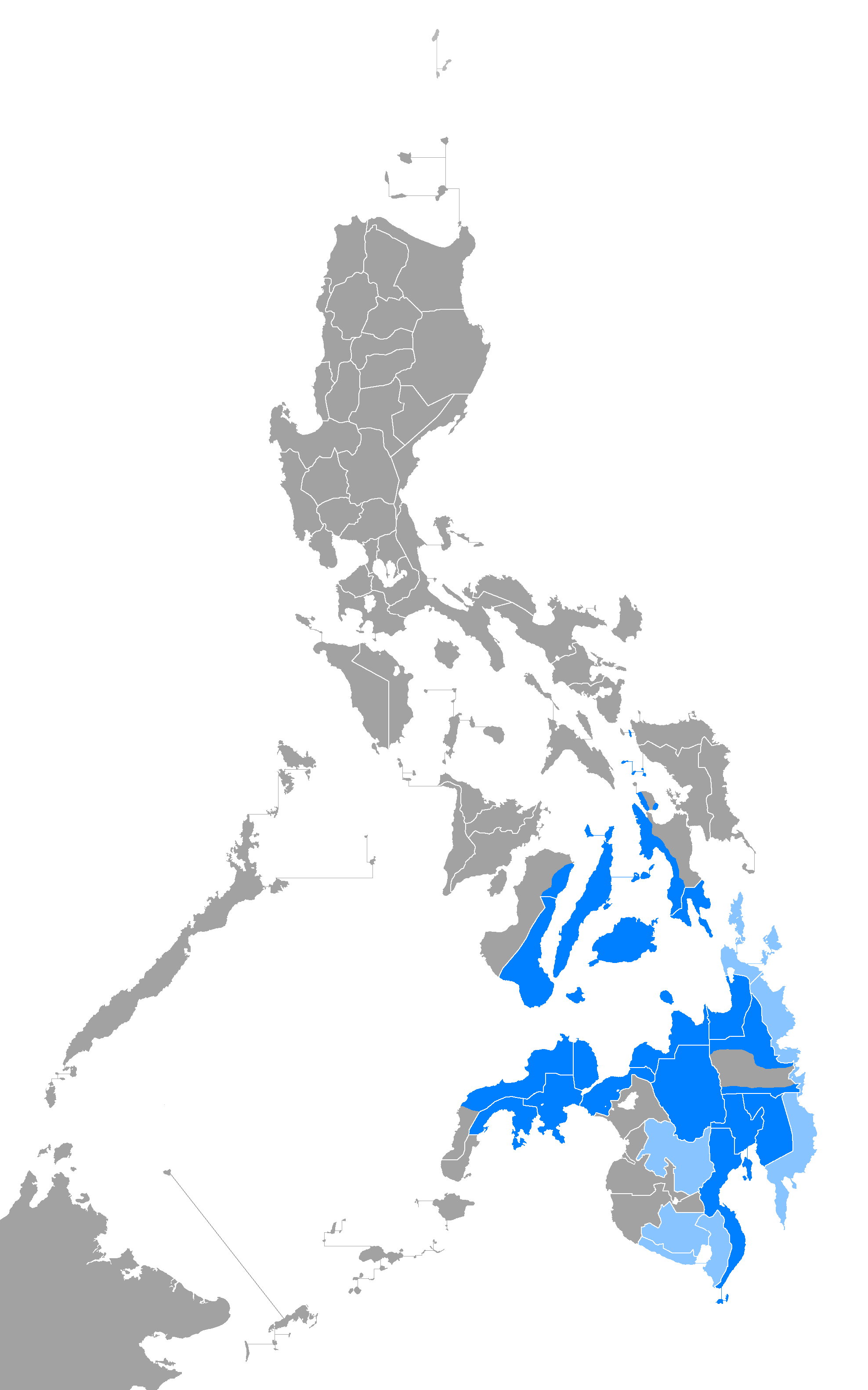
Aire de diffusion du cebuano.

## Statistiques
- Le 11 juillet 2013, l'édition en cebuano compte au total 460 400 articles et 14 029 utilisateurs, ce qui en faisait la 14e édition linguistique de Wikipédia en nombre d'articles.
- Le 24 août 2015, elle compte 1 211 032 articles, ce qui en fait la 9e édition linguistique de Wikipédia en nombre d'articles.
- Fin mai 2016, elle compte 2 451 551 articles, devenant la 3e édition linguistique de Wikipédia en nombre d'articles.
- En 2018, l'édition se hisse à la 2e place avec 5,38 millions, derrière l'édition en anglais (5,67 millions) et devant celle en suédois (3,7 millions)[4].
- Le 25 septembre 2022, elle contient 6 125 636 articles et compte 94 619 contributeurs, dont 193 contributeurs actifs et 6 administrateurs.
- Le 9 août 2024, elle contient 6 116 995 articles et compte 118 628 contributeurs, dont 160 contributeurs actifs et 5 administrateurs.
- Le 24 mars 2025, elle contient 6 116 772 articles et compte 125 630 contributeurs, dont 158 contributeurs actifs et 6 administrateurs.